# La Pêche à la baleine
Pour plus de détails, voir Fiche technique et Distribution.
La Pêche à la baleine est un court métrage français réalisé en 1935 par Lou Tchimoukow (Lou Bonin), mise en image cocasse du poème du même titre (publié depuis dans le recueil Paroles), où l'on voit Jacques Prévert dire son propre texte.
Ce film rare aurait dû se trouver dans le film que Pierre Prévert consacra à son frère, en 1961, mais il ne trouva pas de copie à temps. Celle qui se trouve aujourd'hui dans le DVD intitulé Mon frère Jacques par Pierre Prévert (sorti en 2004) lui fut offerte peu de temps avant son décès.

## Fiche technique
- Réalisation et adaptation : Lou Tchimoukow
- Texte et lyric : Jacques Prévert
- Photographie : Éli Lotar
- Photographe de plateau : Jacques-André Boiffard
- Montage : Louis Chavance
- Musique : Joseph Kosma
- Format : Noir et blanc - 35 mm
- Durée : 4 minutes
- Années de sortie : 1935

## Distribution
- Jacques Prévert
- Lou Tchimoukow : le fils Prosper
- Renée Jacobi : la mère
- Jean Ferry : le cousin Gaston